# Letov Š-31
El Letov Š-31 era un avió de caça biplà monomotor de fabricació txecoslovaca, dissenyat i produït durant els anys 30. Va ser adquirit pel govern de la Segona República Espanyola durant la Guerra Civil espanyola. El seu rendiment en combat va ser divers, degut possiblement a què en el moment què va entrar en combat ja era un disseny antiquat.

## Disseny i desenvolupament
Projectat l'any 1932, el disseny era una millora del Š-131 (1929). Múltiples variants del disseny original foren creades a la fi d'adaptar-se als requeriments de les distintes forces aèries que l'empraren. El fuselatge i les ales eren construïts amb estructura de tubs i costelles de duralumini, amb recobriment de tela. Les ales eren desiguals, sent el parell superior més llarg que l'inferior (configuració en sesquiplà), i les dues tenien diedre positiu. La cabina disposava de seient regulable i espai pel paracaigudes d'emergència, així com bombona d'oxigen. Estava equipat amb un motor en estrella de 9 cilindres i una hèlix de fusta bipala i de pas fix de gran mida. Això obligà a introduir un tren d'aterratge més alt i resistent. Es fan múltiples proves al túnel de vent per tal d'afinar el disseny del fuselatge i l'anell cobertor del motor, per trobar la millor aerodinàmica i la refrigeració més adequada a més, també s'afegiren suports addicionals a l'intradós l'ala inferior amb l'objectiu de carregar bombes.
El primer envol del Š-31 va ser el 17 de maig de 1933 al camp d'aviació txecoslovac de Praga-Lethany. Allà mateix es realitzaren noves modificacions, per tal de millorar l'aparell. Va entrar en producció l'any 1934 i les primeres entregues a les Forces Aèries Txecoslovaques es van realitzar el juny de 1936.

## Història operacional

### Espanya
El govern Republicà necessitava avions de caça desesperadament i el govern basc, pel seu compte, en va adquirir 10 aparells a Txecoslovàquia directament. Aquests van arribar a Bilbao desmuntats i sense instruccions de muntatge. Algunes fonts denoten que va provocar que s'estavellessin diversos avions en el primer enlairament. Altres fonts concreten que el nombre total d'aparells entre 7 i 10, 4 dels quals es van estavellar al primer vol sent 2 reconstruïts. Aquests aparells, es van armar amb dues metralladores Vickers de 7,7 mm. Posteriorment es van comprar a Estònia deu aparells més, que van ser destinats a la segona línia del front i a la defensa de costes. Un dels problemes principals de les forces republicanes amb aquest model fou la dificultat a l'hora d'aconseguir recanvis.

### Txecoslovàquia
El març de 1935 va establir el record nacional de sostre de vol arribant als 10.650 metres. En aquest cas el motor Walter K.14 de 900 CV, amb unes molt elevades per l'època.
Va restar operatiu fins a la invasió del país per part de les forces alemanyes l'any 1939. Continuà amb les Forces Aèries de Txecoslovàquia com a entrenador, i no entrà en combat durant la Segona Guerra Mundial.

## Variants

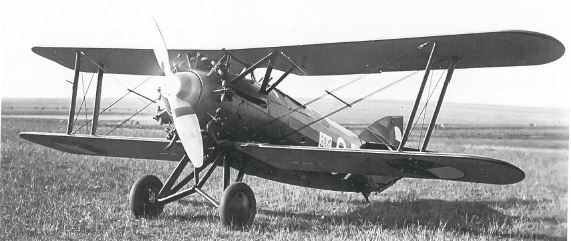
Letov Š-31.

### Š-31
Primera sèrie de 33 aparells, equipats amb motor Walter copiat del motor  Bristol Jupiter de 353 kW (480 cv).

### Š-131
Versió de competició, equipada amb motor BMW còpia del Pratt & Whitney Hornet de 27,7 litres i 573 kW (779 cv). 3 aparells.

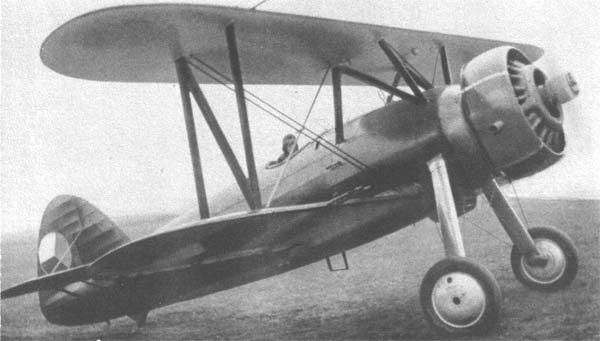
Š-231 lleugerament modificat.

### Š-231
La majoria de la producció, equipada amb el motor Walter Merkur còpia del Bristol Mercury de 24,9 litres i 375 kW (510 cv).

### Š-331
1 aparell, equipat amb motor Walker K.14.

### Š-431
1 aparell equipat amb motor Armstrong Siddeley Tiger radial de cilindres amb un cubicatge de 32,7 litres i 667 kW (907 cv).

## Característiques tècniques (Š-231)

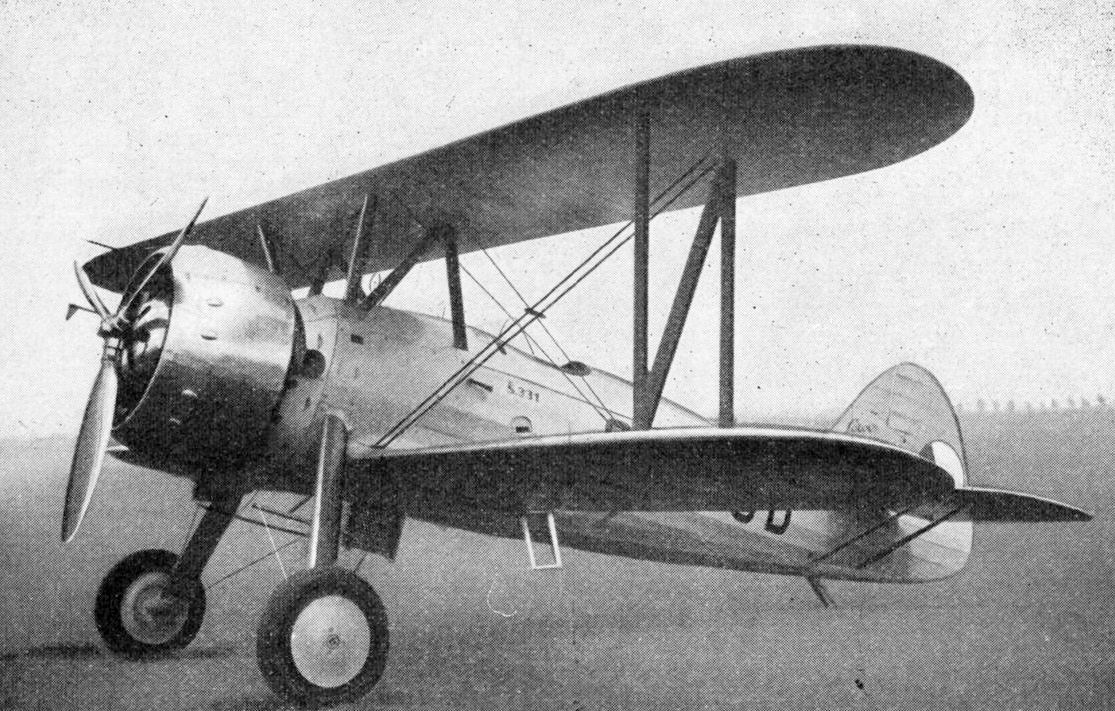
Š-331 fotografiat durant una competició l'any 1936.

## Característiques tècniques (Š-231)[7]

### Generals
- Tripulació: 1.
- Longitud: 7,85 m.
- Amplària: 10,06 m.
- Altura: 3 m.
- Pes buit: 1.280 kg.
- Pes màxim: 1.770 kg.

### Rendiment
- Velocitat màxima: 348 km/h (a 5.000 m).
- Sostre: 9.300 m.
- Autonomia: 450 km.

### Armament
- Armes: 4 metralladores Vickers de 7.7 mm situades dintre l'ala inferior (fora del recorregut de l'hèlix)
- Bombes: capacitat de dur 6 bombes de 12 kg, amb .